# All the Madmen
«All the Madmen» es una canción escrita por el músico británico David Bowie en 1970 para el álbum The Man Who Sold the World, publicado el mismo año en los Estados Unidos y en abril de 1971 en el Reino Unido. Fue una de las muchas canciones en el álbum acerca de la locura, se ha descrito como la representación de "un mundo tan privado de razón que los últimos hombres cuerdos son los que están en el asilo".

## Música y letra
La canción abre con la voz principal y una guitarra acústica, con el segundo verso añadiendo platillos y una flauta dulce, creando una atmósfera que el biógrafo de David Bowie, David Buckley llamó "demencia infantil", antes de que se transforme en una pieza de heavy metal presentando acordes distorsionados de la guitarra eléctrica tocada por Mick Ronson, aumentado por el sintetizador Moog tocado por Ralph Mace.
Termina con el canto Zane zane zane, ouvre le chien, que literalmente significa "abre al perro" en Francés.
Bowie había dicho que la canción había sido escrita para su hermanastro, Terry Burns, un recluso esquizofrénico del Cane Hill Hospital (quien aparecía en la portada del lanzamiento original en Estados Unidos de The Man Who Sold the World) hasta su suicidio en 1985. La letra incluye referencias hacia la lobotomía cerebral, el tranquilizador Librium y la terapia electroconvulsiva.

## Lanzamiento y recepción
La segunda canción del álbum The Man Who Sold the World, "All the Madmen" fue publicado por Mercury Records como sencillo promocional en los Estados Unidos el 1 de diciembre de 1970, antes de la gira promocional de Bowie a inicios de 1971. Un lanzamiento oficial, junto con "Janine", de su anterior álbum David Bowie como lado B, estuvo planeada pero al final se archivo, y algunas copias (73173) han sido encontradas. En junio de 1973, RCA Records relanzó "All the Madmen" como sencillo en Europa Oriental, junto con "Soul Love" de The Rise and Fall of Ziggy Stardust and the Spiders from Mars.

## Versiones en vivo
- Una versión en vivo, interpretada el 30 de agosto de 1987 en el Montreal Forum en Canadá, aparece en el álbum Glass Spider (Live Montreal ’87).[10]

## Otros lanzamientos
- La canción aparece en el álbum compilatorio de 1989, Starman.[11]
- En 2015, el sencillo promocional de la canción fue oficialmente publicado por primera vez en 2015, en Re:Call 1, como parte de la caja recopilatoria Five Years (1969–1973).[12]

## Otras versiones
- Alien Sex Fiend – Goth Oddity: A Tribute to David Bowie  (1991)[13]
- Jeannie Lewis – Till Time Brings Change (1980)[14]
- Max Lorentz – Kiss You in the Rain: Max Lorentz sings David Bowie (2011)[15]

## Créditos
Créditos adaptados desde las notas del álbum.
- David Bowie – voz principal, guitarra acústica
- Mick Ronson – guitarra eléctrica, coros
- Tony Visconti – bajo eléctrico, flauta dulce
- Mick Woodmansey – batería
- Ralph Mace – sintetizador Moog